# Nathan Girvan
Nathan Girvan (* 6. November 2002 in Forfar) ist ein schottischer Dartspieler der Professional Darts Corporation.

## Karriere
Im Jahr 2016 führte Girvan die Tabelle der schottischen Jugend an, nachdem er acht Titel gewonnen hatte. 2017 erreichte er das Finale BDO World Youth Darts Championship, die im Lakeside Country Club in Frimley Green stattfand. Das Jugendturnier wurde im November 2016 ausgetragen, im Halbfinale besiegte er den niederländischen Spieler Maikel Verberk mit 4:1 mit einem 170er Checkout. Im Finale 2017 verlor er 3:0 gegen Justin van Tergouw. Im Oktober 2018 buchte Girvan seinen Platz im Finale der BDO World Youth Darts Championship 2019. Er schlug Englands Connor Arberry 3:2 und wird gegen Leighton Bennett im Finale spielen, aber er verlor erneut 3:0.
Bei der PDC Qualifying School 2021 erreichte Girvan die Final Stage. Dort gelang es ihm allerdings nicht, sich eine Tour Card zu sichern. Auf der Challenge Tour und der Development Tour zeigte Girvan jeweils gute Leistungen. Bei der PDC UK Challenge Tour spielte er sich sogar in ein Finale, welches er mit 4:5 gegen Shaun McDonald verlor.
Im Januar 2022 nahm Girvan wieder an der Q-School teil. Erneut gelang es ihm dabei, sich für die Final Stage zu qualifizieren. Eine Tour Card errang er dennoch nicht.
Bei der PDC World Youth Championship 2022 zog Girvan bis ins Finale ein. Dieses verlor er allerdings gegen Josh Rock mit 1:6. Als Nummer 7 der Development Tour Order of Merit durfte er jedoch bei der Q-School 2023 direkt in der Final Stage starten. Hierbei erspielte er sich insgesamt vier Punkte für die Rangliste, was jedoch nur für Platz 24 und damit nicht für eine Tour Card reichte.
Über die Development Tour war Girvan im März für die UK Open 2023 qualifiziert, schied aber in Runde eins gegen Niels Zonneveld aus. Daraufhin spielte er sich bei Challenge Tour und Development Tour mehrfach ins Viertel- und Halbfinale. Bei der PDC World Youth Championship war Girvan an Position 26 gesetzt. Er gewann zunächst gegen Danian Vetjens, unterlag dann aber überraschend dem Belgier Rune Van Damme und schie somit in der Gruppenphase aus. Außerdem war er als Word Youth Championship-Finalist aus dem Vorjahr für den Grand Slam of Darts 2023 qualifiziert. Er verlor jedoch alle seine Gruppenspiele gegen Michael Smith, James Wade und Krzysztof Ratajski.
2024 ging Girvan erneut bei der Q-School an den Start. Er qualifizierte sich dabei mit drei Punkten über die Rangliste für die Final Stage. In dieser gewann er dann einen neuen Ranglistenpunkt, der klar nicht für die Tourkarte reichte. Daraufhin war Girvan insbesondere auf der Development Tour erfolgreich: Er erreichte viermal das Viertelfinale und zwei weitere Achtelfinale. Er beendete die Development Tour Order of Merit 2024 auf Rang 18. Auch an der Challenge Tour nahm Girvan zweimal teil, kam jedoch nur einmal ins Preisgeld.
Bei der UK Q-School 2025 schaffte er per Tagessieg die Teilnahme an der Final Stage. Dabei blieb er jedoch ohne Punkt und somit auch erneut ohne Tour Card.

## Weltmeisterschaftsresultate

### JDC
- 2018: Achtelfinale (2:4-Niederlage gegen  Keane Barry)
- 2019: 2. Runde (3:4-Niederlage gegen  Jack Sheppard)

### PDC-Jugend
- 2019: 1. Runde (2:6-Niederlage gegen  Jeffrey de Zwaan)
- 2020: Gruppenphase (3:5-Niederlage gegen  Liam Meek und 3:5-Niederlage gegen  Jitse van der Wal)
- 2022: Finale (1:6-Niederlage gegen  Josh Rock)
- 2023: Gruppenphase (5:4-Sieg über  Damian Vetjens und 1:5-Niederlage gegen  Rune Van Damme)
- 2024: Gruppenphase (4:5-Niederlage gegen  Llew Bevan, 4:5-Niederlage gegen  Daniel Outwin und 5:2-Sieg über  Coby Jones-Swanson)

### BDO-Jugend
- 2017: Finale (0:3-Niederlage gegen  Justin van Tergouw)
- 2019: Finale (0:3-Niederlage gegen  Leighton Bennett)

## Titel

### PDC
- Secondary Tour Events
  - PDC Development Tour
    - PDC Development Tour 2022: 9